# Mihael I. Komnen Dukas
Mihael I. Komnen Dukas (grško: Μιχαήλ Α΄ Κομνηνός Δούκας, Mihaēl I Komnēnos Doukas), pogosto imenovan tudi Mihael Angel, čeprav tega imena nikoli ni uporabljal, ustanovitelj in prvi vladar Epirskega despotata (1205–1215), * ni znano, † 1215.

## Življenjepis
Mihael je bil nezakonski sin sebastokratōrja Ivana Dukasa in bratranec cesarja Izaka II. Angela.
Do leta 1204 je bil guverner Mylaške teme v Mali Aziji. Po padcu Bizanca v četrti križarski vojni  je šel v službo Bonifacija Montferraškega, ki je po delitvi Bizantinskega cesarstva postal kralj Solunskega kraljestva. Z Bonifacijevega dvora je odšel na Peloponez, kjer se je uprl križarjem in se morda celo udeležil bitke pri kunduroškemu ojčnemu nasadu. 
Po bitki je pobegnil v Epir, kjer je ustanovil bizantinsko (grško) nasledstveno državo Epirski despotat z glavnim mestom Árta. Despotat je obsegal ozemlje bivše Nikopoljske teme. Epir je postal zatošišče mnogih grških beguncev iz Bizanca, Tesalije in Peloponeza. Mihaela so imeli Grki za drugega Noeta, ki jih rešuje iz latinske poplave. Patriarh Bizanca Ivan X. Kamater Mihaela ni priznal za zakonitega naslednika Bizantinskega cesarstva, ampak je  namesto njega izbral nikejskega cesarja Teodorja I. Laskarisa. Mihael je zato prekinil vezi z grško pravoslavno cerkvijo v Nikeji in priznal cerkveno oblast rimskega papeža Inocenca III.
Bonifacij Montferraški je večkrat poskusil osvojiti Epir, toda Mihael se je vsem njegovim poskusom uspešno uprl. Ko je Epir napadel cesar Latinskega cesarstva Henrik Flandrijski, ki je bil mnogo močnejši sovražnik, je bil Mihael primoran s cesarstvom skleniti zavezništvo. Svojo hčerko  je poročil s Henrikovim bratom Evstahijem, zavezništva pa ni spoštoval, ker je menil, da so epirske gore dovolj velika zaščita pred vdorom Latincev. 
Epirsko ozemlje so si v tem času začeli lastiti tudi Bonifacijevi sorodniki iz Montferrata, zato se je Mihael leta 1210 povezal z Beneško republiko in napadel Solun. S svojimi ujetniki je bil baje izjemno krut in je celo križal nekaj latinskih duhovnikov, zato ga je papež Inocenc III. izobčil. Henrik je Solun še isto leto osvobodil in prisilil Mihaela v novo zavezništvo.
Mihael je potem opustil željo po Solunu in začel osvajati druga strateško pomembna mesta. Leta 1212 je Latincem odvzel Lariso v Tesaliji, leta 1214 pa Benečanom Drač in otok Krf. Obvladoval je tudi celoten Korintski zaliv. Kot zaveznik Latinskega cesarstva in Bolgarije se je nato zapletel v vojno s Srbijo. 
Leta 1215 ga je eden od njegovih služabikov ubil. Nasledil ga je polbrat Teodor Komnen Dukas (1214-1230). 

## Družina
Mihael I. je bil poročen s hčerko epirskega velikaša, s katero je imel tri otroke:
- Konstantina Komnena Dukasa, ki je že v mladosti umrl
- Teodoro Komneno Dukas
- Marijo Komneno Dukas, ki je bila poročena s Konstantinom Melisenom

Z neimenovano ljubico je imel še najmanj enega sina
- Mihaela II. Komnena Doukasa, ki je leta 1230 postal epirski vladar (1230-1271)